# Maria Zamora
Maria Leopoldina Guerra Zamora (Macedo de Cavaleiros, 15 de dezembro de 1974 — Lisboa, 24 de fevereiro de 2015) foi uma atriz portuguesa.

## Biografia
Maria Zamora nasceu em 1974, na cidade transmontana de Macedo de Cavaleiros. Antes de se tornar atriz, Maria licenciou-se em Educação, variante Educação Musical pelo Piaget Nordeste, sendo apenas em 2005 a sua estreia no teatro escolar e universitário, profissionalmente em 2005 com o "Natal do Sr. Scrooge", de Charles Dickens, após frequência da ACT.

## Carreira

### Televisão
O seu primeiro papel televisivo deu-se em 2005, com uma participação especial na série policial Inspector Max. Participou também, em 2011, na série espanhola Senyor Retor, onde interpretou Fina. De 2008 a 2015, interpretou vários papéis nas telenovelas  Fascínios, Doce Tentação, Destinos Cruzados e Sol de Inverno, como atriz secundária ou convidada, e em Jardins Proibidos, com um papel mais significativo. Este último papel, onde interpretou a personagem Maria Joana, valeu-lhe o reconhecimento no panorama nacional enquanto atriz e foi, também, a sua última aparição televisiva.

### Cinema
O percurso de Maria Zamora no cinema contou com participação em duas longas metragens, nomeadamente O Crime do Padre Amaro (2005) e Operação Outono (2012), e nas seguintes curtas metragens: Reticências (2005), Compramos e vendemos sentimentos (2007), Mortos de Fome (2007), O Último Acto (2009), Falling (2011), Sanguetinta (2012), La Razón Ajena (2012) e Stanislavski (2013).

### Teatro
Maria Zamora participava no Teatro de Improviso - Teatro Interativo, com animações várias e performances para a produção do Chapitô.
- No Teatro de Almada, "Marinheiro de Fernando Pessoa", encenação Alain Olivier.
- Nos Comediantes de Lisboa, "Uma Viagem no Fundo do Mar, encenação de Jan Gomes, texto de Carlos Completo.
- No Teatro dos Aloés – formação prática, Traduções, Danças a um deus pagão de Brian Frield com José Peixoto.
- Na Casa da Conveniente, Esta noite improvisa-se, Seis personagens em busca de um autor e Cada um a sua verdade, de Luigi Pirandello com a Mónica Calle.
- A Casa de Bernarda Alba de Frederico Garcia Lorca, no Palácio da Independência.
- Pelo Teatro Anónimo: Stereotipo, Quem matou o Concierge?, Assalto ao Hotel, foi elemento da Direção do Coletivo.
- Colaborou com os Comédia Sport Club no Auditório Biblioteca Orlando Ribeiro em Telheiras e com o Café Improv no Teatro da Comuna em Lisboa.
- No Teatro Municipal Amélia Rey Colaço em Algés, com acolhimento Companhia de Atores, Violência - peça de teatro, texto de Joaquim Paulo Nogueira, encenação de Carlos Santos.

### Outros Projetos
Maria dava ainda vida à doutora-palhaço Tutti-Frutti na "Operação Nariz Vermelho", desafio que abraçou em 2008. Como um dos elementos da Operação Nariz Vermelho, integrou continuamente várias oficinas de formação com os fundadores da Companhia, Beatriz Quintela, Mark Mekelburg, Anabela Mira, Ana Piu e convidados internacionais, nomeadamente Ângela de Castro, Ami Hattab, Sérgio Claramunti, Pepa Diaz Meco, Deborah Kaufmann, Claudia Zucheratto. Laboratório de Clown com Olivier-Hugues Terreault e Flávia Marco, Teatro do Sopro Brasil / Canadá.
Maria faleceu de morte súbita, aos 40 anos, no dia 22 de fevereiro de 2015.